# Adraneothrips apalus
Adraneothrips apalus är en insektsart som beskrevs av Stannard 1965. Adraneothrips apalus ingår i släktet Adraneothrips och familjen rörtripsar. Inga underarter finns listade i Catalogue of Life.